# Drault Ernanny de Mello e Silva
Drault Ernanny de Mello e Silva (Patos, Paraíba, 5 de julho de 1905 - Rio de Janeiro, 20 de março de 2002) foi um político e homem de negócios brasileiro. Médico por formação, foi banqueiro e empresário nas áreas de combustíveis e imobiliária. Foi suplente de senador de Assis Chateaubriand, assumindo a titularidade em diversas ocasiões e deputado federal nas décadas de 1950 e 1960.
O idealizador da Petrobrás viveu em Patos, até pouco mais de 25 anos, acompanhando o seu pai João Olyntho de Mello e Silva, sua mãe  Francisca Olyntho de Holanda e os irmãos: Adelgício, Jofre, Sadoc, Bivar, Geraldina (Coti) e Coaraci (Coci).
No Rio de Janeiro, Drault comprou e morou na mansão mais cobiçada da cidade, o Palácio Pedra Branca, onde ele recebeu visitas de governantes e generais americanos, chineses, ingleses e brasileiros, além de cientistas como Albert Einstein, Oppenheimer, César Lattes, empresários como Enzo Ferrari e Roberto Marinho, o cosmonauta russo Iuri Gagarin e os presidentes do Brasil, Juscelino Kubitscheck, Ernesto Gêisel, Emílio Médice e Tancredo Neves. 
Drault Ernanny foi descrito pelo presidente JK: “Drault é um gênio paraibano, um boêmio, basta um drink, um charuto e logo nasce uma grande ideia.”

## A "Casa das Pedras"
Palco de reuniões políticas, festas e outros eventos, a residência da família Ernanny, no bairro do Alto da Boa Vista, no Rio de Janeiro, tornou-se lendária, assim como apelidada, a “Casa das Pedras”. A casa havia pertencido a uma senhora americana, que a mandou edificar inspirada na casa da personagem Scarlet O'Hara, do filme E o Vento Levou.
Empresários, políticos, artistas, e intelectuais, brasileiros e estrangeiros, freqüentaravam a mansão, que mais tarde viria a ser locação externa da novela O Astro, de autoria de Janete Clair, nos anos 70, da Rede Globo de Televisão, sendo, na ficção, a residência do personagem que deu origem à famosa pergunta popular: "Quem matou Salomão Hayalla?".
Registrem-se no rol dos afamados visitantes da mansão Ernanny, e dessa vez na realidade do então pujante Alto da Boa Vista, o astronauta russo Iuri Gagarin, o marechal inglês Arthur T. Harris (comandante da Força Aérea Inglesa durante a Segunda Guerra Mundial) e a primeira dama da China, madame Soong May-ling. Das décadas de 1940 a 1980, com exceção de Jango e Getúlio Vargas, todos os Presidentes da república passaram pelos muros de pedra da casa de mesmo nome.